# Willi Piecyk
Willi Piecyk (ur. 11 sierpnia 1948 w Monachium, zm. 1 sierpnia 2008 w Großhansdorf) – niemiecki polityk, od 1992 do 2008 poseł do Parlamentu Europejskiego.

## Życiorys
Po ukończeniu szkoły średniej pracował w policji. W 1972 zdał egzamin maturalny, następnie studiował nauki polityczne na Uniwersytecie w Hamburgu. Uzyskał później uprawnienia do wykonywania zawodu nauczyciela.
Zaangażowany w działalność młodzieżówki socjaldemokratycznej (Jusos), w latach 1980–1982 był przewodniczącym tej organizacji na szczeblu krajowym.
W 1992 z ramienia Socjaldemokratycznej Partii Niemiec (do której wstąpił w 1972) po raz pierwszy objął mandat deputowanego do Parlamentu Europejskiego. W wyborach w 1994, 1999 i 2004 z powodzeniem ubiegał się o reelekcję z ramienia SPD. Był m.in. członkiem grupy socjalistycznej, pracował m.in. w Komisji Transportu i Turystyki oraz w Komisji Rybołówstwa. Zmarł w trakcie VI kadencji PE.